# Hydrotaea nepalensis
Hydrotaea nepalensis är en tvåvingeart som beskrevs av Adrian C. Pont 1976. Hydrotaea nepalensis ingår i släktet Hydrotaea och familjen husflugor. Inga underarter finns listade i Catalogue of Life.